# György Hajós
György Hajós (Budapeste, 21 de fevereiro de 1912 — Budapeste, 17 de março de 1972) foi um matemático húngaro.
Trabalhou com teoria dos grupos, teoria dos grafos e geometria.